# Honda CB 250F
La Honda CB 250F, chiamata anche Honda 250 Hornet, è una motocicletta sportiva prodotta dalla casa motociclistica giapponese Honda dal 1994 al 2007.

## Contesto e debutto

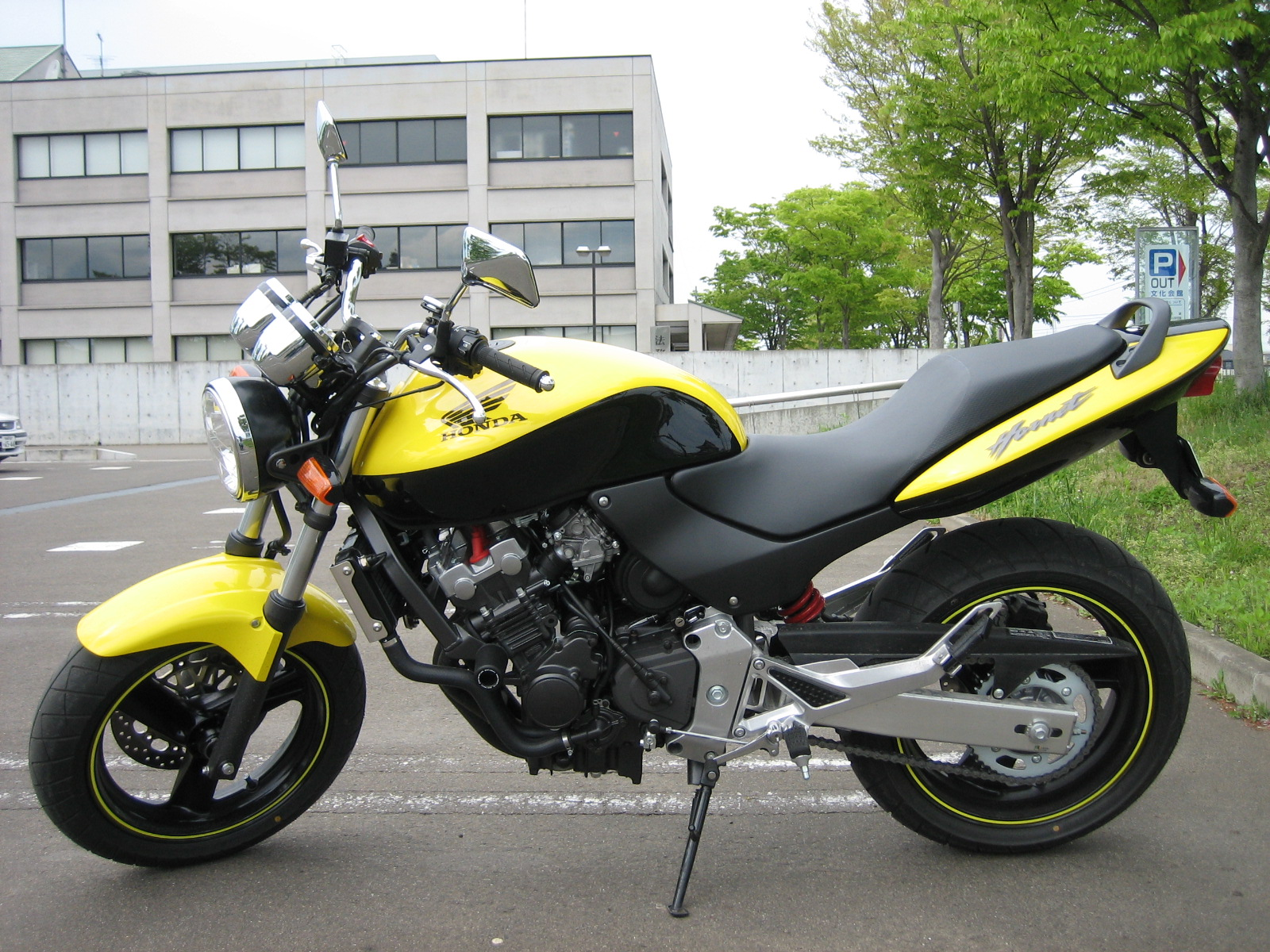

Presenta al salone di Tokyo e lanciata a febbraio 1996, venne sottoposta ad un primo importante aggiornamento nel 1998 e ad un secondo più lieve nel 2006 con nuove colorazioni e grafiche, per poi essere pensionata nel 2007.
Nel 2014 Honda ha lanciato la CB 250F, una naked monocilindrica completamente nuova (senza il nome "Hornet"), basata sulla coeva sportiva CBR 250R.

## Descrizione e tecnica
Il modello è spinto da un motore a quattro tempi a quattro cilindri in linea di 249 cm³, con distribuzione con doppio albero a camme in testa (DOHC) a quattro valvole per cilindro, per un totale di 16.
Il motore, a ciclo Otto bialbero a 4 tempi raffreddato a liquido, è installato su di un telaio a doppia trave diamantato. L'alesaggio misura 48,5 mentre la corsa 33,8 mm; il rapporto di compressione è pari a 11,5:1. All'esordio, la potenza massima erogata è di 40 CV a 13000 giri/min. Alimentazione è garantita da quattro carburatori Mikuni La potenza viene trasferita tramite una trasmissione finale a catena, che è dotata di un cambio manuale a 6 marce con frizione multidisco a bagno d'olio.
La sospensione anteriore adotta una forcella telescopica da 41 mm, mentre quella posteriore un forcellone in alluminio pro-link; gli pneumatici misurano 130/70 ZR16 all'anteriore e 180/55ZR17 al posteriore. Il sistema frenante è composto all'avantreno da doppi dischi idraulici a 4 pistoncini. Infine, la capacità del serbatoio del carburante è di 16 litri.